# Погашення рахунків: Повернення зобов'язань
Зведення рахунків: Повернення заручин (англ. Settling Accounts: Return Engagement) — перша книга із серії альтернативно-історичних романів Гаррі Тертлдава «Зведення рахунків».
Аналог Другої світової війни, відомої як Друга велика війна, ведеться на американській землі між Сполученими Штатами та Конфедеративними Штатами. Ця серія є частиною більшої серії романів. Для зручності багато шанувальників Тертледова називають її серією «Південна перемога». Дія серії відбувається на Землі з 1941 по 1942 рік.

## Стислий зміст сюжету
Після плебісциту Сполучених Штатів щодо повернення окупованих штатів Кентуккі та Г'юстон Конфедерації на початку 1941 року президент Конфедерації Джейк Фетерстон порушує свою урочисту обітницю та їх повторно мілітаризує, фактично оголосивши війну проти Сполучених Штатів якщо не словами, то справами. Президент США Альфред Емануель Сміт поспішає, щоб підготуватися до війни, але його країна збентежена операцією «Чорна борода», нападом Конфедерації на Огайо о 3:30 ранку 22 червня 1941 року. Незабаром після цього британський прем'єр-міністр Вінстон Черчилль та решта держав Антанти оголосили про військові дії проти США.
США під командуванням генерала Ебнера Доулінга та полковника Ірвінга Моррелла відчайдушно борються, але небажання США епохи 1930-х років належним чином протистояти небезпеці, яку представляє ремілітаризація КША Фезерстоном, свідчить про те, що збройні сили вкрай не готові протистояти інтенсивній об'єднаній збройній атаці Конфедерації. До 1942 року армія Конфедерації досягла берегів озера Ері і розрізала США надвоє. Тим часом мормони в Юті знову бунтують, викликаючи швидку відповідь з боку армії США, але ускладнюючи труднощі для США, як і під час минулої війни. Контратака США у Вірджинії завалюється, і на літо 1942 року конфедерати готують другий наступ, коли під час бомбардування столиці Філадельфії гине Ел Сміт. Тоді було зруйновано бункер під Павел Гаусом, а саму будівлю було сильно пошкоджено. Приголомшений Чарльз У. Ла Фоллетт приносить присягу як президент країни, яка бореться за своє виживання.
Тим часом у Конфедерації жорстоке переслідування темношкірих перетворюється у повномасштабний геноцид, подібний до Голокосту в нашій хронології. Ще один натяк на майбутнє надається, коли Фетерстон робить стратегічну помилку, відхиляючи пропозицію професора фізики розпочати дослідження щодо виробництва ядерної зброї, вважаючи, що професор просто хоче отримати державні гроші для фінансування незрозумілого наукового проєкту — тоді як натякають, що США започаткували версію Мангеттенського проєкту, який розташований у штаті Вашингтон і контролюється помічником військового міністра Франкліном Д. Рузвельтом, який у цьому світі не має жодних президентських амбіцій.

## Рецензії
Publishers Weekly високо оцінив книгу у своїй рецензії, сказавши, що «розглядання расової політики підносить цей роман вище статусу розваги». Рецензія SF Site була більш неоднозначною, кажучи, що в книзі «забагато головних персонажів і немає вау-фактора».